# Darcy Hadfield
Pour les articles homonymes, voir Hadfield.
Darcy Clarence Hadfield, né le 1er décembre 1889 dans la baie de Tasman et mort le 15 septembre 1964 à Auckland, est un rameur néo-zélandais.

## Biographie
Darcy Hadfield participe à l'épreuve de skiff aux Jeux olympiques d'été de 1920 à Anvers et remporte la médaille de bronze.